# Мате Немеш
Мате Немеш (мађ. Nemes Máté; Сента, 21. јул 1993) српски је рвач и репрезентативац Србије у рвању грчко-римским стилом.

## Каријера
Члан је рвачког клуба Пролетер из Зрењанина. Године 2019. освојио је бронзану медаљу у дисциплини до 67 килограма на Светском првенству које се одржавало у Нур-Султану у Казахстану. Исте године представљао је Србију на Европским играма 2019. у Минску у Белорусији и освојио је бронзану медаљу у дисциплини 67 кг.
На Светским војним играма 2019. које су одржане у Вухану у Кини, такође је освојио бронзану медаљу у дисциплини 67 кг.
Немеш је освојио златну медаљу на Европском првенству 2021. у Варшави у категорији до 67 килограма грчко-римским стилом.
Његов брат близанац Виктор је такође репрезентативац Србије у рвању.

## Резултати
| Год.  | Такмичење          | Локација              | Резултат | Категорија         |
| ----- | ------------------ | --------------------- | -------- | ------------------ |
| 2019. | Европске игре      | Минск, Белорусија     | 3.       | грчко-римски 67 кг |
| 2019. | Светско првенство  | Нур Султан, Казахстан | 3.       | грчко-римски 67 кг |
| 2019. | Светске војне игре | Вухан, Кина           | 3.       | грчко-римски 67 кг |
| 2021. | Европско првенство | Варшава, Пољска       | 1.       | грчко-римски 67 кг |
| 2022. | Светско првенство  | Београд, Србија       | 1.       | грчко-римски 67 кг |
| 2023. | Европско првенство | Београд, Србија       | 3.       | грчко-римски 67 кг |